# Pteromanes anomala
Pteromanes anomala là một loài thực vật có mạch trong họ Hymenophyllaceae. Loài này được (Maxon & C.V. Morton) Pic. Serm. miêu tả khoa học đầu tiên năm 1977.